# Монти-Кастелу (Санта-Катарина)
Монти-Кастелу (порт. Monte Castelo)  —  муниципалитет в Бразилии, входит в штат Санта-Катарина. Составная часть мезорегиона Север штата Санта-Катарина. Входит в экономико-статистический  микрорегион Каноиньяс. Население составляет 8165 человек на 2006 год. Занимает площадь 561,7 км². Плотность населения — 14,5 чел./км².

## История
Город основан 15 мая 1962 года.

## Статистика
- Валовой внутренний продукт на 2003 составляет 43.254.800,00 реалов (данные: Бразильский институт географии и статистики).
- Валовой внутренний продукт на душу населения на 2003 составляет 5.243,01 реалов (данные: Бразильский институт географии и статистики).
- Индекс развития человеческого потенциала на 2000 составляет 0,737 (данные: Программа развития ООН).